# Близнец (шахматы)
Близнец (англ. twin), в шахматной композиции — задача или этюд с начальным положением фигур, почти не отличающимся от позиции на диаграмме, но имеющим другое решение. Включение близнецов в авторский замысел является одной из форм расширения содержания задач и этюдов. Чаще всего встречается в неортодоксальной композиции и сказочных шахматах.
Способы образования близнецов — перестановка фигуры, добавление, снятие или замена фигуры, поворот доски и т. п. Существуют продолженные близнецы — задачи, где после первого хода возникает новая задача с тем же заданием (см., напр., Тема Паули).